# Février 2012
Février 2012 est le 2e mois de l'année 2012.

## Faits marquants
- 2 février : naufrage du ferry MV Rabaul Queen (en) en Papouasie-Nouvelle-Guinée.
- 8 février : En raison d'une vague de froid en France, la France connait son pic de consommation historique de 101,7GW à 19h[1]. Au total c'est 2,26 TWh ont été consommés sur la journée[1].
- 25 février : lancement du divertissement télé The Voice : La Plus Belle Voix en France.
- 26 février : Oscar du meilleur acteur pour Jean Dujardin dans le film The Artist.

## Décès
- Florence Green, « dernier vétéran connu de la Première Guerre mondiale » (Women's Royal Air Force, britannique) (° 19 février 1901).
- Whitney Houston, chanteuse américaine (° 9 août 1963).
- Christian Blachas, journaliste, écrivain, chef d'entreprise, présentateur et producteur de télévision français (° 16 juin 1946)